# 顧褒
顧褒（1539年—？），字惟忠，號觐山，浙江紹興府餘姚縣人，民籍，明朝政治人物。

## 生平
嘉靖四十三年（1564年）甲子科應天府鄉試第八十二名舉人。嘉靖四十四年（1565年）聯捷乙丑科二甲第四十六名進士。都察院观政，本年十月授南刑部主事，隆慶二年（1568年）十二月升郎中，五年正月升成都知府，万历二年（1574年）六月调任直隸永平府知府。萬曆六年（1578年）八月陞山東按察司霸州兵备副使。萬曆十年（1582年）三月陞福建參政。萬曆十三年（1585年）七月，陞福建按察使。十四年正月致仕。

## 家族
曾祖顧駿，累贈右副都御史；祖父顧蘭，府同知累贈右副都御史；父顧遂，南京刑部左侍郎。嫡母嚴氏（封淑人）；生母呂氏，累赠宜人。兄顾廉（評事）、顾衮（监生）、顾庶、顾章，俱庠生；顾奕（知县）、顾麃（吏员）、顾爕（举人）。